# Commune fusionnée d'Alzey-Land
La Commune fusionnée d'Alzey-Land est une municipalité allemande située dans le land de Rhénanie-Palatinat et l'Arrondissement d'Alzey-Worms.

## Source
- (de) Cet article est partiellement ou en totalité issu de l’article de Wikipédia en allemand intitulé « Verbandsgemeinde Alzey-Land » (voir la liste des auteurs).